# Morelia carinata
Morelia carinata là một loài rắn trong họ Pythonidae. Loài này được Smith mô tả khoa học đầu tiên năm 1981.